# 松井晴山
松井 晴山（まつい せいざん、1932年（昭和7年） - ）は陶芸家。森山焼の晴山陶房二代当主。本名は冨士雄。

## 人物
静岡県周智郡森町に生まれる。子供時代を戦中に過ごす。高校を卒業後、陶芸家の父・寅一に師事。民藝運動の柳宗悦、濱田庄司に影響を受ける。座右の銘は「仏心一如」。2003年、秋篠宮文仁親王・同妃紀子の小國神社御参拝に際して、「森山焼 湯呑」を献上。

## 作風
父から受け継いだ森山焼独特の技法である虎の縞のような模様の「虎布（とらふ）」、また50代からは赤色の中に青色が現れる「辰砂（しんしゃ）」、「練り込み」に力を入れている。

## 作陶以外の活動
- 森町観光協会会長
- 森町商工会監事
- 森町ライオンズクラブ理事